# Хома, Богдан Артурович
Богда́н Арту́рович Хома́ (укр. Богдан Артурович Хома; род. 2 апреля 2003, Днепропетровск) — украинский футболист, вратарь клуба «Кривбасс».

## Клубная карьера
Родился 2 апреля 2003 года в Днепропетровске.
На детско-юношеском уровне до 2015 года выступал за местный «Парус» в региональных соревнованиях. В ДЮФЛУ с 2016 по 2020 год защищал цвета «Днепра». Первый тренер Борис Афанасьев. В начале августа 2019 года перебрался в «Днепр-1». Выступал сначала за юношескую команду, а 17 апреля 2021 года дебютировал за «спортклубовцев» в молодёжном чемпионате Украины. Всего в сезоне 2020/21 провёл 8 матчей за команду U-19 и 4 поединка за команду U-21.
В июле 2021 года отправился в аренду в «Никополь». В футболке «горожан» дебютировал 30 октября 2021 года в проигранном (0:5) выездном поединке 16-го тура группы «Б» Второй лиги Украины против «Балкан». Богдан вышел на поле на 74-й минуте вместо Алексея Баштаненко. В первой половине сезона 2021/22 выходил на поле в 2-х поединках Второй лиги Украины.
26 июля 2022 года подписал 3-летний контракт с «Кривбассом», где получил футболку с 1-м игровым номером. Впервые в заявку на матч Премьер-лиги попал 23 августа 2022 года, на 1-й тур против ковалёвского «Колоса», завершившегося поражением криворожан на выезде со счётом 0:1. Богдан просидел все 90 минут на скамейке запасных. Всего в сезоне 2022/23 16 раз попадал в заявку на поединки Премьер-лиги, но оставался основным вратарём юношеской команды клуба.

## Карьера в сборной
В 2018 году выступал за юношескую сборную Украины (U-15). Также провёл 1 товарищеский матч за команду U-16 против сверстников из Бельгии.